# Piazza Santo Spirito
La piazza di Santo Spirito, correntemente detta piazza Santo Spirito, è una piazza del centro storico di Firenze, cuore del quartiere di Oltrarno. Si accede alla piazza da via de' Michelozzi, via del Presto di San Martino, via Mazzetta, via delle Caldaie (canto de' Dati), via Sant'Agostino. 
La piazza si formò nel Duecento, al pari di altre piazze antistanti ed importanti edifici religiosi, per accogliere le folle che assistevano alle orazioni degli agostiniani, titolari della basilica di Santo Spirito. Per le bellezze artistiche che ospita, per i frequenti mercati e mercatini, per le botteghe e per i numerosi ristoranti e locali notturni, la piazza è molto frequentata di giorno e di notte da un misto di abitanti fiorentini e di turisti, che danno a questa zona un carattere specifico, vivace e autentico. Tra le tante piazze di Firenze, questa dell'Oltrarno è probabilmente la più celebre per il suo ruolo di luogo di incontro, ospitalità, scambio culturale e per incarnare quella caratteristica "verve" fiorentina conosciuta in tutto il mondo.

## Storia
La denominazione è attestata fin dalla fine del Duecento, e trova ragione nella titolazione della grande chiesa dei frati agostiniani che domina, con la sua facciata, una dei lati brevi della piazza. La grande basilica fu eretta a partire dal 1444 su progetto di Filippo Brunelleschi nel luogo dove esisteva una precedente chiesa fondata dagli stessi agostiniani attorno alla metà del Duecento (1252, Santa Maria d'Ognissanti e dello Spirito Santo), che divenne ben presto il cuore del rione. La ricostruzione era stata finanziata dalla Signoria dopo che nel giorno della festa di sant'Agostino (28 agosto) del 1397 i Fiorentini batterono le truppe degli Sforza nell'ambito della seconda guerra contro Milano. 

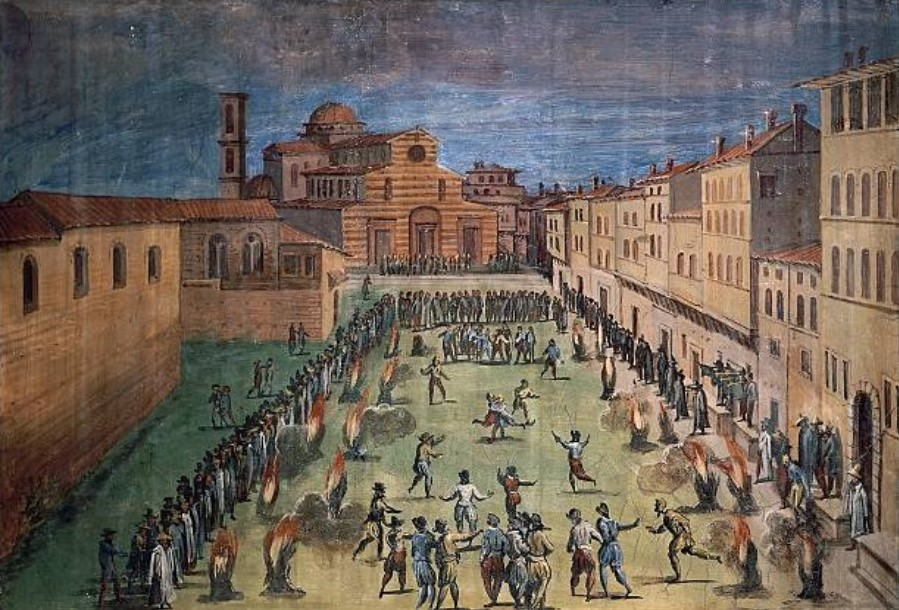
Giovanni Stradano, Festa della Pentecoste in Santo Spirito, 1560 circa, palazzo Vecchio, sala di Gualdrada

Al pari degli spazi antistanti le chiese di Santa Croce e di Santa Maria Novella anche in questo caso l'Ordine, ugualmente dedito alla predicazione, aveva precedentemente operato nel tempo per la sistemazione di una piazza funzionale alle adunanze di popolo, che fu definita con la progressiva demolizione delle case che qui insistevano, acquistate dal Comune in lotti successivi tra il 1292 e il 1301, fino a determinare un ampio spazio (a quell'altezza cronologica il maggiore della città) di più di cinquemila metri quadri. Ad esempio qui predicò il beato Simone Fidati da Cascia, che dopo la terribile alluvione del 1333 accusò i peccatori e soprattutto gli scialacquatori di aver provocato il castigo divino, venendo poi obbligato al silenzio dalla Signoria per evitare disordini. Dopo pochi decenni, il complesso conventuale agostiniano prese importanza e la piazza diventò sia un luogo d'incontro sia un centro di vita intellettuale, religiosa e politica. 
La notte del 21 marzo 1471, dopo i festeggiamenti per l'arrivo in città di Galeazzo Maria Sforza in cui si era inscenata in piazza un rappresentazione della Pentecoste con fuochi e fiammelle, si sviluppò un grave incendio nel convento, distrusse i codici e molte opere d'arte della chiesa medievale. Ciò velocizzò i lavori per il completamento della nuova basilica progettata da Brunelleschi dal 1434 circa, con cantiere aperto dal 1444 e infine completato nel 1487.
Una puntuale immagine di come si presentava la piazza attorno alla metà del Cinquecento è offerta da un affresco di Giovanni Stradano in Palazzo Vecchio, che peraltro documenta come, durante la domenica di Pentecoste, per tutta l'ampiezza dello sterrato si accendessero fuochi, a imitazione delle fiammelle dello Spirito Santo discese sugli apostoli. "La piazza una volta era libera da ogni ostacolo che potesse impedire le sacre predicazioni, le sacre rappresentazioni, le sagre tradizionali e le feste profane, ma fin dai primi dell'Ottocento, perdutosi lo spirito dei primi tempi e dimenticato l'ufficio della piazza, l'architetto Giuseppe Del Rosso, interprete del gusto neoclassico stile 'impero' ma non certo di quello popolaresco e religioso, trasferì in mezzo alla piazza la fontana, che si trovava nel primo chiostro del convento. Attorno alla piazza venne allevato uno stento giardino, il cui verde attrasse le labbra dei ciuchi attaccati ai carretti degli ortolani, che ogni mattina tenevano sulla piazza il loro mercatino". 
Alla sistemazione a verde (da datarsi al 1869 su progetto dell'ingegnere municipale Luigi Del Sarto e di Attilio Pucci, allora Soprintendente ai pubblici passeggi e giardini comunali) seguì, nel 1898, l'erezione della statua a Cosimo Ridolfi dal lato verso via delle Caldaie, opera dello scultore Raffaello Romanelli, che successivamente ebbe il proprio studio nel cenacolo del monastero agostiniano. 
Nel 1976 il Comune provvide a rinnovare il lastrico della parte centrale, riducendo le dimensioni delle aiuole laterali e eliminando le due centrali. Dal 1987 l'area è stata chiusa al traffico e dal 1999 l'illuminazione notturna è stata potenziata (intervento inserito tra i lavori attuati in occasione del Giubileo del 2000). Nel 2016 sono stati condotti ulteriori lavori sia di riordino delle aiuole sia di restauro della fontana.

### Gentrificazione e proteste
Negli ultimi anni, in modo più evidente a partire dal diffondersi dell’epidemia di Covid-19, la piazza ha subìto numerose forme di gentrificazione e depauperizzazione del proprio valore di luogo pubblico; tuttavia, tale processo è soltanto andato aggravandosi rispetto a quanto già si osservava in anni precedenti come conseguenza della tendenza dell’amministrazione comunale a liberalizzare una certa turistificazione della città.
Nel luglio 2020 il comitato prefettizio per la sicurezza e l’ordine pubblico predispose alcune misure volte a contrastare la cosiddetta “malamovida”, aumentando il numero di pattuglie delle forze dell’ordine (in orario notturno fino a 150 operatori), potenziando l’illuminazione pubblica e riducendo le ore di attività dei servizi nelle ore serali. Nel contesto dell’emergenza pandemica, ad ottobre 2020 fu necessario limitare a 1000 il numero massimo di persone a cui era permessa la presenza in contemporanea nella piazza.
Particolari tensioni si ebbero nel 2021 riguardo alla tutela delle gradinate e del sagrato della basilica. A maggio, dopo ripetute richieste del priore del convento, vennero emesse ordinanze che limitavano la possibilità in certi orari di stazionare e di consumare cibo e bevande in tale luogo, successivamente, estendendo il divieto a qualsiasi orario e potenziando il controllo tramite telecamere di videosorveglianza. Ma fu soprattutto nel giugno, quando il sagrato fu delimitato da paletti e cordonato per impedirne l’accesso, che si ebbero vere e proprie manifestazioni di disobbedienza, ad esempio con l'occupazione dello spazio il 18 giugno, da parte di alcuni giovani in protesta che rivendicavano il diritto di fruirne liberamente. A favore dele proteste si schierò anche lo storico dell'arte Tomaso Montanari.
A marzo 2022 comparve sulle gradinate della Basilica di Santo Spirito un’installazione artistica temporanea raffigurante una colomba imprigionata e senza vita realizzata in cartapesta, in protesta alla crescente "privatizzazione" della piazza. Il nome dell’opera era Exspiro, e nel comunicato diffuso dall’artista si legge: «La colomba, simbolo del quartiere, metafora della morte di una piazza, giace morta perché il quartiere si sta indebolendo, la piazza è solo la carcassa anatomica della vita che fu: funzionalmente progettata per accogliere la cittadinanza, ora tramite la cordonatura la rifiuta. (…) La morte dello spirito del quartiere è simbolicamente rappresentata dalla morte della colomba, lo Spirito Santo, colomba che è anche piccione, perché la gioventù, per la quale il sagrato è un punto di riferimento in tutta Firenze, viene scacciata e ostracizzata, colpevole di portare una brutta malattia: la vita». Nello stesso periodo l’associazione culturale "L’eco del nulla" promosse una raccolta firme «per la revoca dell’ordinanza che impedisce la vita sociale nel centro storico di Firenze». Comunque i cordoni, restanti solo le basi ormai inutilizzate, sono stati rimossi nel 2023.

## Descrizione
La piazza si trova sul lato sinistro del fiume Arno, nel centro del quartiere Oltrarno. Nonostante gli interventi ottocenteschi tesi a conferirle tono borghese, continua a mantenere carattere popolare, animata sia dai passanti sia dagli abitanti del quartiere e vivacizzata dal mercatino settimanale che contende gli spazi alle molte trattorie e locali che con i loro dehors occupano in parte la carreggiata che perimetra il giardino centrale.

### Edifici
| Immagine | N°                             | Nome                                | Descrizione |
| -------- | ------------------------------ | ----------------------------------- | --- |
|          | s.n.                           | Basilica di Santo Spirito           | L'attuale basilica fu creata su progetto di Brunelleschi a partire dal 1428, applicando uno schema modulare di volumi digradanti tanto in pianta quanto in alzato. I successori del grande architetto tuttavia modificarono il progetto secondo un disegno meno originale e pià convenzionale. Per esempio la facciata doveva avere quattro portali uguali, che vennero sostituiti da un più classico portale centrale affiancato da due minori. Rimasta incompiuta, con un grande oculo centrale e le pietre a vista come appaiono ancora oggi ad esempio San Lorenzo o il Carmine. Venne poi semplicemente intonacata nel XVIII secolo e dotata di due volute di raccordo tra la parte superiore e quella inferiore, ispirate alla facciata rinascimentale di Santa Maria Novella e già riprese da molti architetti, anche in altri centri. Per quanto semplice, questa soluzione domina con elegante sobrietà la piazza ed è diventata un simbolo dell'intero quartiere e di Firenze in generale. |
|          | 1                              | Casa Fioravanti                     | L'edificio determina l'angolo della piazza con via de' Michelozzi e propone da ambedue i lati un prospetto organizzato su tre assi per cinque piani. In corrispondenza del portone è una lapide con una iscrizione che documenta come la casa fosse stata riedificata dalle fondamenta nel 1697, quando era di proprietà del frate agostiniano Aurelio Fioravanti. Nonostante l'interesse per il dato la costruzione non evidenzia all'esterno elementi di rilievo architettonico e, al di là dell'intervento tardo seicentesco, mostra un disegno complessivo frutto di più tardi lavori, in sintonia con le altre case adiacenti. |
|          | 2                              | Casa                                | Si tratta di un edificio definitosi nei termini attuali presumibilmente nel corso del Settecento (si veda il fregio posto sull'arco del portone) grazie all'unificazione di due precedenti case a schiera. Attualmente il prospetto si articola su quattro assi per cinque piani, ed è segnato da uno scudo con un'arme non identificata (caratterizzata da una banda) posta al di sopra delle finestre del secondo piano. Pur concorrendo all'immagine complessiva della piazza non presenta elementi di particolare rilievo architettonico. |
|          | 3                              | Casa                                | Si tratta di un edificio definitosi a partire da un'antica casa a schiera, con un prospetto attualmente di tre assi per cinque piani, presumibilmente riconfigurato nel corso del Settecento e comunque privo di elementi architettonici peculiari. |
|          | 7                              | Casa                                | La casa, di forme sufficientemente anonime, è identificabile con quella abitata ai primi dell'Ottocento dall'architetto Giovanni Battista Silvestri. Nel Seicento era albergo, tenuto da un certo Francesco Barattieri. Il fronte si sviluppa su tre assi per quattro piani più un mezzanino. |
|          | 8                              | Casa                                | La casa, con il fronte ridisegnato nell'Ottocento (comunque nel rispetto della tradizione cinque seicentesca), è identificabile con quella abitata da Francesco Maria Settimanni al suo ritorno dall'esilio, nel 1744. Stretta, sviluppata su tre assi per quattro piani, mostra elementi di più antica origine, come il portone in pietra, sormontato da uno stemma con arme non identificata. Questa casa "recava pitturato intorno all'unica finestra del primo piano il porto di Livorno con la sua torre e quella dei pisani, che però già negli anni venti dell'Ottocento non si vedeva più. Questo ornamento venne aggiunto dopo che la casa era stata acquistata dal cavaliere della Religione di S. Stefano Francesco Maria Settimanni, quando egli poté tornare a Firenze nel 1744 per grazia di Francesco II di Lorena dopo oltre 36 anni di ingiusto esilio". |
|          | 9                              | Casa Guadagni                       | La casa è pertinenza del palazzo Guadagni a cui si addossa e, sul fronte, non presenta elementi di particolare pregio, visto l'intervento promosso dai Dufour Berte (presumibilmente databile al periodo del cantiere ottocentesco diretto da Giuseppe Poggi sul palazzo, si veda) che ne ha riconfigurato il disegno, sopraelevandolo di due piani e portandolo alla stessa altezza della proprietà principale. In una nota immagine di questo lato della piazza dovuta ad André Durand, precedente all'intervento, la casa mostra al primo piano una serliana larga quanto il fronte e fornita di balcone, chiusa come consuetudine da un timpano triangolare sormontato da uno stemma: si trattava dell'affaccio della sala della biblioteca, realizzata su incarico dei Guadagni da Giovanni Battista Foggini. Nell'interno, dopo il breve androne, è di assoluto rilievo la scala che si sviluppa a sinistra, con un avvio in pietra serena con pilastrini arricchiti da candelabre e capitelli di pregevole fattura, indicata dalla letteratura come scala originale del palazzo. Gli altri elementi sono invece tutti riconducibili a trasformazioni ottocentesche. Sul fronte, al centro, è uno scudo con uno stemma partito che comprende l'arme dei Guadagni (alla croce spinata) e dei Dufour Berte (troncato: nel 1° d'argento, al grifone di nero nascente dalla partizione e tenente una stella a sei punte d'oro, nel 2° scaccato d'argento e di rosso). |
|          | 10                             | Palazzo Guadagni                    | Tra i palazzi rinascimentali più importanti della città, spicca con la sua mole tra le numerose case quattrocentesche che circondano la piazza. Le forme, prestigiose ma tuttavia domestiche e prive di sfarzi, hanno fatto da modello a tanti edifici fiorentini. Fu costruito ai primi del Cinquecento (dal 1502 al 1506 circa) per la famiglia Dei e nel 1684 fu acquistato dai Guadagni. Attribuito, in mancanza di una documentazione certa, ora a Baccio d'Agnolo ora, con maggiore attendibilità, a Simone del Pollaiolo detto il Cronaca, l'edificio è testimonianza di una misura "tutta fiorentina", nella quale decoro e dignità si esprimono appieno pur senza fare ricorso a sfarzo e a decori superflui. Alti interventi si sono avuti a fine Seicento, sovrintesi da Giovanni Battista Foggini, e dopo il 1837, quando passò ai Dufour Berte, che incaricarono dopo il 1845 Giuseppe Poggi. Nonostante ciò il palazzo è riuscito a conservare la sua originaria configurazione rinascimentale. |
|          | 11                             | Casa Dati                           | Di minore importanza, ma di linee architettoniche assai corrette è il palazzetto che Piero, Jacopo e Tommaso di Niccolò Dati edificarono attorno al 1480 sulle case acquistate nel 1471 da Giuliano di Pazzino Cicciaporci. Estintasi la famiglia Dati nel 1767, il palazzo fu poi dei fratelli Rossini di Legnaia e quindi dei Landini che lo possedevano agli inizi del Novecento. Il fronte principale, su tre piani per cinque assi, presenta al piano terreno un bel portale a bozze e una finestra a mensola. Il piano terreno è molto slanciato e delimitato verso l'alto da un'ampia cornice, al di sopra della quale si aprono cinque finestre (di cui due finte, a tutto sesto, sempre incorniciate da ghiere di pietra lavorata). L'ultimo piano è da considerarsi come soprelevazione posteriore. Al di sopra del tabernacolo, sempre a segnare il canto, è uno scudo con l'arme dei Dati. |
|          | 13r                            | Farmacia Santo Spirito              | Nei locali al pian terreno di palazzo Dati, dal lato della piazza, ha sede l'antica farmacia Santo Spirito, fondata nel 1908 in concomitanza con l'acquisto dell'immobile da parte della signora Gilda Bacci: inserita tra gli esercizi storici fiorentini mantiene parte dell'arredo originario, con vetrine in legno laccato bianco e oro con colonne, capitelli e mensole raccordate da una cornice listata in oro. Nel 1956 il bancone, originariamente al centro della stanza, è stato spostato sulla destra ed un nuovo armadio è stato ricostruito "in stile". Il tutto è stato restaurato negli anni 2010 dagli attuali gestori. |
|          | 12                             | Casa Bacci                          | Si tratta di un edificio sviluppato su quattro piani, di origine tre quattrocentesca, già facente parte delle proprietà che la famiglia Dati aveva in questa zona, sostanzialmente ridisegnato per quanto concerne la facciata nel Settecento, e quindi oggetto di un intervento di restauro diretto dall'architetto Guido Morozzi nel 1964. Quest'ultimo, premiato dalla Fondazione Giulio Marchi nel 1967, ha voluto lasciare a vista i profili di tre fornici al piano terreno, che documentano le antiche origini della fabbrica. "Molto interessante è l'ampia spaziatura del piano terreno con la porta al centro e le due finestre spostate ai lati estremi. Le finestre risalgono al XVI secolo mentre la porta risale al XVIII. L'ampio spazio del piano terreno denuncia un carattere rinascimentale... Probabilmente il quarto piano è un rialzamento più tardo. Gli appartamenti del primo piano, verso la facciata, conservano soffittatura a travi e travicelli. Sulla facciata spicca uno stemma settecentesco". |
|          | 13                             | Casa                                | Si tratta di un edificio cinquecentesco, segnato al centro del fronte da uno scudo con arme non identificata. Al terreno è, a incorniciare l'accesso ad un esercizio commerciale, una bella mostra in marmo tardo ottocentesca (o dei primi del secolo successivo), con arco poggiante su due protomi femminili e un fastigio recante il numero 14. |
|          | 15                             | Casa Amerighi                       | Si tratta di un edificio con il fronte dal caratteristico disegno cinquecentesco, con le finestre allineate su ricorsi di pietra, esteso per sei assi su tre piani più un mezzanino. Già della Commenda dell'Ordine di Santo Stefano (fondata nel 1666), pervenne nel 1698 per discendenza indiretta agli Amerighi di Siena che qui ebbero la loro prima residenza fiorentina. L'edificio si è mantenuto in possesso della famiglia fino agli anni settanta del Novecento. Nell'androne di trova un annerito affresco di Giovanni da San Giovanni, con Venere e Cupido che piangono Adone morto, del 1634 circa. |
|          | 16r-16- 17-18- 19-20- 21-22-23 | Case degli Agostiniani              | Queste case furono studiate da Gian Luigi Maffei, come dieci case a schiera di cui sette hanno interasse modulare di circa sei metri e presentano un prospetto a due finestre con un piano terra, un mezzanino ed altri due piani tra loro dimensionalmente paritetici. Ogni casa presenta una prima cellula esterna con funzione di atrio, una seconda con scala ortogonale al fronte e infine sul retro una loggia parzialmente occupata, nei piani superiori, dalla cucina e dal 'luogo comodo'. Le date di costruzione delle case sono da collocare tra il 1575 e il 1612: le prime furono edificate da privati a cui gli Agostiniani avevano concesso in enfiteusi il lotto edilizio, successivamente furono invece gli stessi padri a occuparsi di appaltare la costruzione delle abitazioni per poi affittarle ai privati. L'avvio delle prime edificazioni fu contemporaneo alla realizzazione del chiostro grande del convento di Santo Spirito che è opera documentata di Bartolomeo Ammannati, e Maffei ipotizza che allo stesso possa ricondursi l'intero piano edilizio e che, dopo alcuni anni, sia subentrato nella direzione dei lavori il suo allievo Alfonso Parigi. |
|          | 25-26                          | Ex-Centro documentale dell'esercito | Dopo le varie soppressioni degli istituti religiosi (leopoldine, napoleoniche e unitarie) ai frati agostiniani restò in uso solo una piccola parte del convento, che comunque con la basilica entrò nel Fondo Edifici di Culto del Ministero dell'Interno. Dal 1871 al 2023 hanno avuto qui sede la caserma Francesco Ferrucci, il Distretto Militare di Firenze e, dal 2007, il Centro Documentale dell'esercito, che occupavano alcuni ambienti, anche monumentali, attorno al chiostro dell'Ammannati. Dopo il trasferimento di questi enti militari, il complesso è tornato nelle disponibilità del Demanio che, attraverso il Comune di Firenze, ha presentato un progetto per creare qui una struttura RSA, progetto fortemente osteggiato (e per ora sospeso) sia dai frati che dai comitati dei cittadini. Sulla parete esterna si trovano la placca ai Caduti della prima guerra mondiale e una lapide alla Liberazione nel 1944. Da qui si accede anche alla Scuola Elementare Gaetana Agnesi e alla scuola d'infanzia comunale, che hanno l'affaccio principale su via Maffia. |
|          | 29                             | Fondazione Salvatore Romano         | Si tratta dell'antico refettorio del convento agostiniano, composto da una grande stanza coperta da capriate. L'ambiente era uno dei rari resti del convento medievale dopo la ristrutturazione quattrocentesca di Filippo Brunelleschi, ma il valore di questo ambiente venne riconosciuto solo in epoca relativamente recente: alla fine dell'Ottocento venne usato come deposito dei tram e con l'occasione venne aperta la parete sulla piazza riscoprendo, mentre se ne distruggeva un'ampia porzione, l'Ultima Cena di Andrea Orcagna. L'antiquario Salvatore Romano nel 1946 donò la sua collezione personale, con opere soprattutto scultoree di grande importanza (anche di Tino di Camaino, Jacopo della Quercia e Donatello), al Comune di Firenze a patto di esporle gratuitamente. Venne trovata come sede proprio l'antico cenacolo di Santo Spirito, che venne appositamente restaurato ed allestito, come Museo della Fondazione Salvatore Romano. |
|          | 30                             | Convento di Santo Spirito           | A fianco della basilica si trova il grande portale del convento, che dà accesso diretto al primo chiostro (detto dei Morti perché usato per le sepolture), ricostruito su un primitivo chiostro rinascimentale attorno al 1620 dagli architetti Giulio e Alfonso Parigi il giovane, ai quali dovrebbe spettare anche il disegno del portale. Al crescere di numero e di importanza della comunità agostiniana, vennero aggiunti nuovi ambienti attorno a un secondo chiostro, chiamato chiostro Grande e realizzato tra il 1564 ed il 1569 da Bartolomeo Ammannati. Qui si affacciano il Refettorio Nuovo, della fine del Cinquecento, decorato (così come l'antirefettorio) da affreschi di Bernardino Poccetti, e la Cappella Corsini, uno dei pochi ambienti medievali sopravvissuti nel complesso. |

### Monumenti

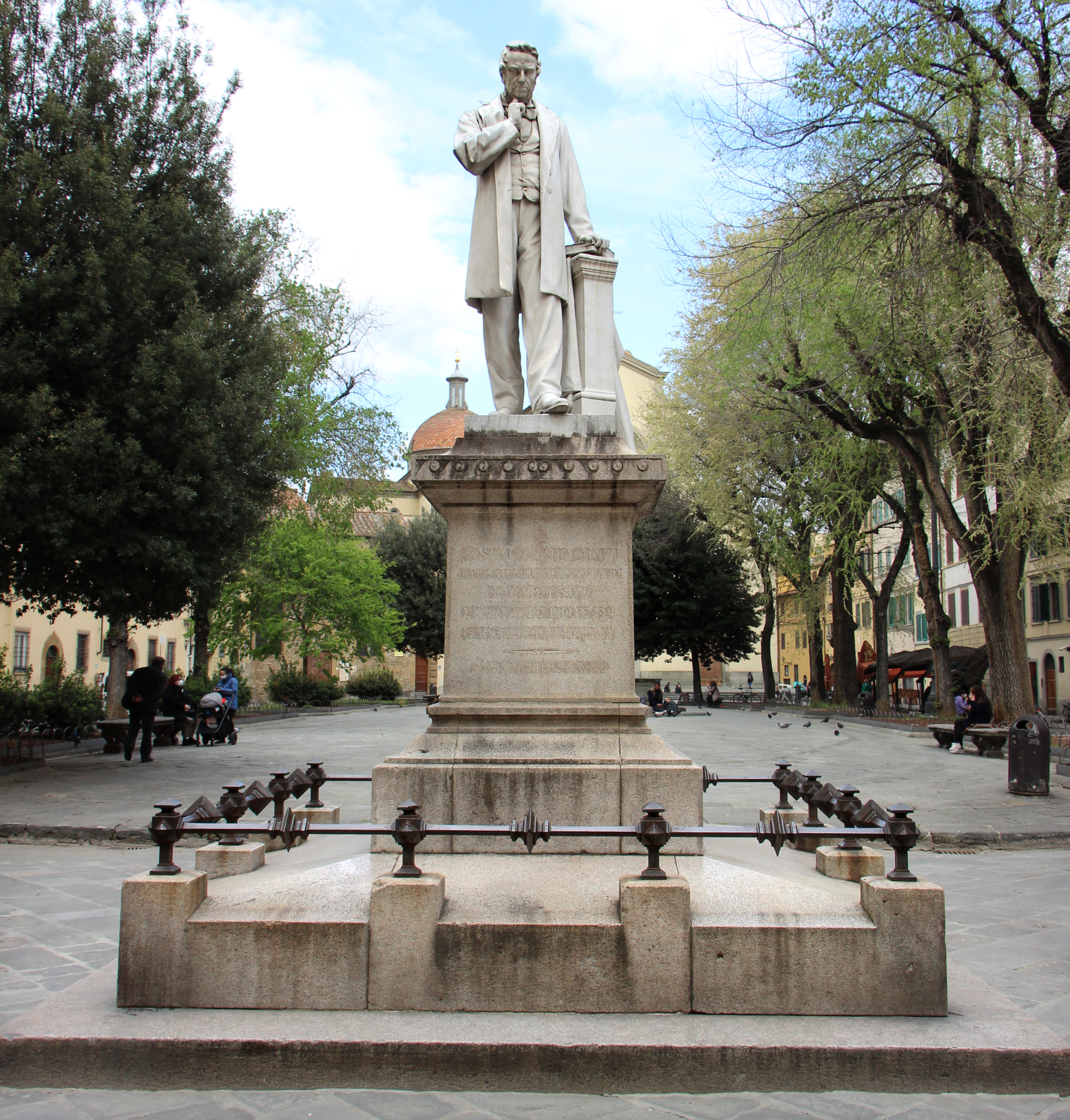
Monumento a Cosimo Ridolfi

La piazza è ricca di monumenti. Al centro si trova la fontana di Santo Spirito, risultato di un intervento di Giuseppe Del Rosso del 1812 volto - su decisione dell'amministrazione napoleonica - a dare nuovo assetto alla piazza, di cui segna il centro e l'area circostante successivamente sistemata a aiuole e fornita di panchine. Si tratta tuttavia del frutto di un intervento di ricollocazione e di riconfigurazione, dato che la fontana (tradizionalmente ricondotta a Tacca), terminata nel 1660, già si trovava nel primo chiostro del convento di Santo Spirito, con lo scopo precipuo dell'allevamento dei pesci. Si presenta leggermente soprelevata da un basamento a tre gradini e costituita da un bacino di forma ottagonale in pietra serena, al cui centro è un fusto in marmo con sopra due pile sovrapposte, l'inferiore, grande, in breccia medicea, la superiore, di diametro inferiore, nuovamente in marmo bianco. Dal lato che guarda alla chiesa è una piccola vasca esterna a livello terreno ad uso di abbeveratoio, con un bassorilievo di testa di Medusa che rifornisce d'acqua l'invaso (quest'ultima peraltro posta a risarcire la demolizione dell'abbeveratoio che precedentemente si trovava sul fondo della piazza, accostato al muro del cenacolo del convento agostiniano).
Più a sud, sempre in asse centrale, si vede il monumento a Cosimo Ridolfi, rivolto verso via delle Caldaie, non verso il centro della piazza. Fu promosso attorno al 1887 dall'Accademia dei Georgofili (della quale Cosimo Ridolfi era stato presidente dal 1842 fino alla sua morte nel 1865), che individuò nello scultore Raffaello Romanelli l'artista a cui affidare l'impresa. Inizialmente destinato alla basilica di Santa Croce, fu poi ripensato per la piazza di Santo Spirito, prossima a quella che era stata la casa dell'agronomo e statista, in via Maggio all'attuale civico 15. Terminata nel 1893, per le difficoltà a reperire i fondi per il trasporto e la costruzione del basamento, l'opera fu inaugurata (nonostante l'iscrizione dedicatoria riporti la data del 1896) solo il 4 marzo del 1898. Il monumento è realizzato in marmo bianco di Carrara (ravaccione) e granito di Baveno. 
Nella piazza si trovano poi alcuni memoriali bellici e monumenti ai caduti. Al n. 24, nei pressi dell'antico ingresso al convento di Santo Spirito una placca bronzea con rilievi di Decimo Passani (1922) ricorda i caduti della Pubblica Assistenza del rione durante la prima guerra mondiale. Poco oltre, al 22, una memoria posta nel 1945 che ricorda come qui l'8 agosto del 1944, durante la liberazione di Firenze, trovassero la morte per lo scoppio di una granata nemica i partigiani Mario Sentini e Aligi Barducci, quest'ultimo noto come Potente e comandante della Divisione Garibaldi Arno, medaglia d'oro al valor militare. La lapide è stata arricchita da un monumento realizzato tra il 1986 e il 1987 dalla sezione di decorazione plastica dell'Istituto Statale d'Arte di Firenze, pensato sotto forma di tre grandi schegge in bronzo confitte nel muro e nel marciapiede. 
Infine davanti al n. 9 si trova una pietra d'inciampo che ricorda Rudolf Levy, nato nel 1875, arrestato il 12 dicembre 1943, deportato ad Auschwitz e lì assassinato il 6 febbraio 1944.

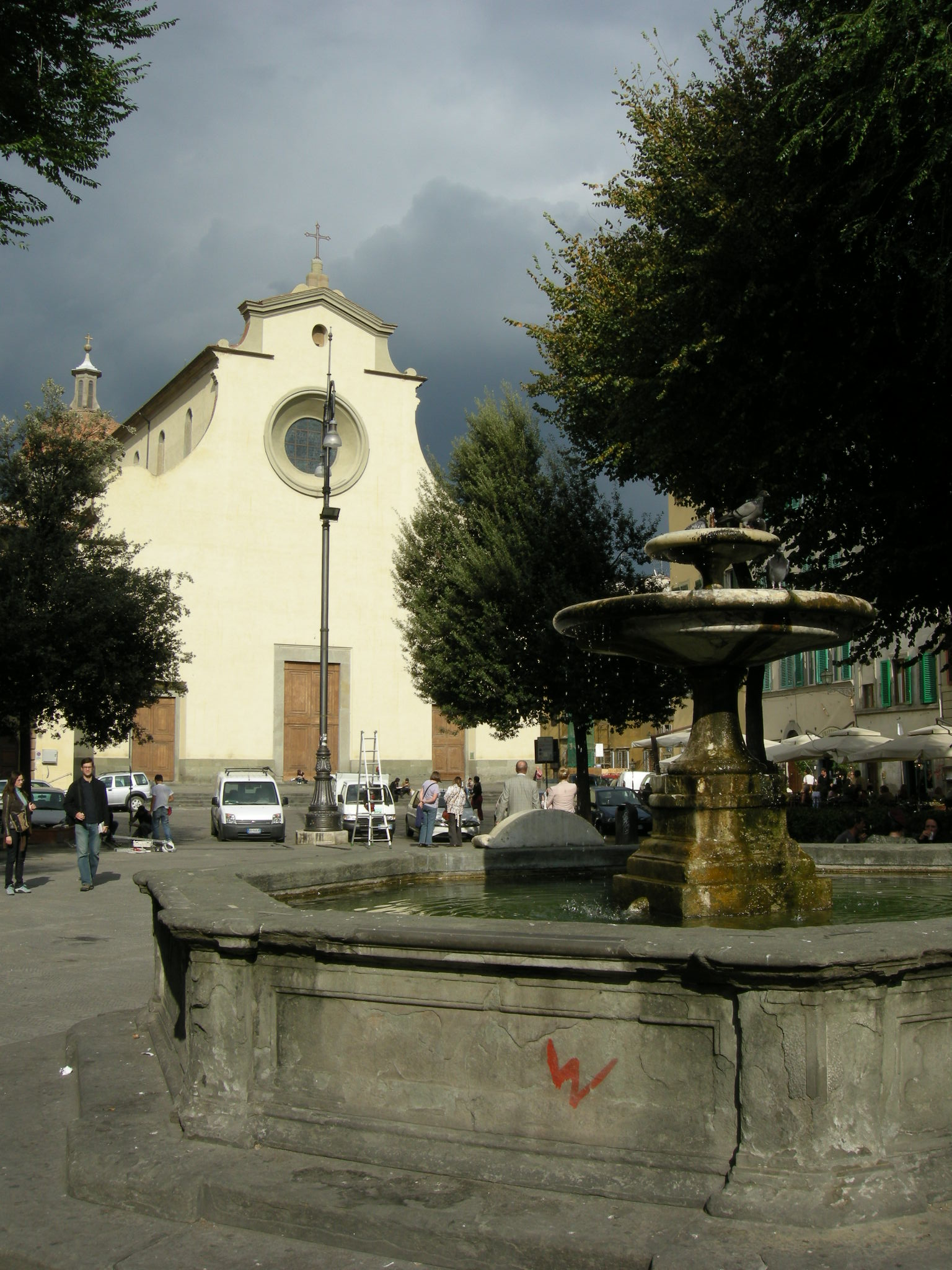
Fontana di piazza Santo Spirito
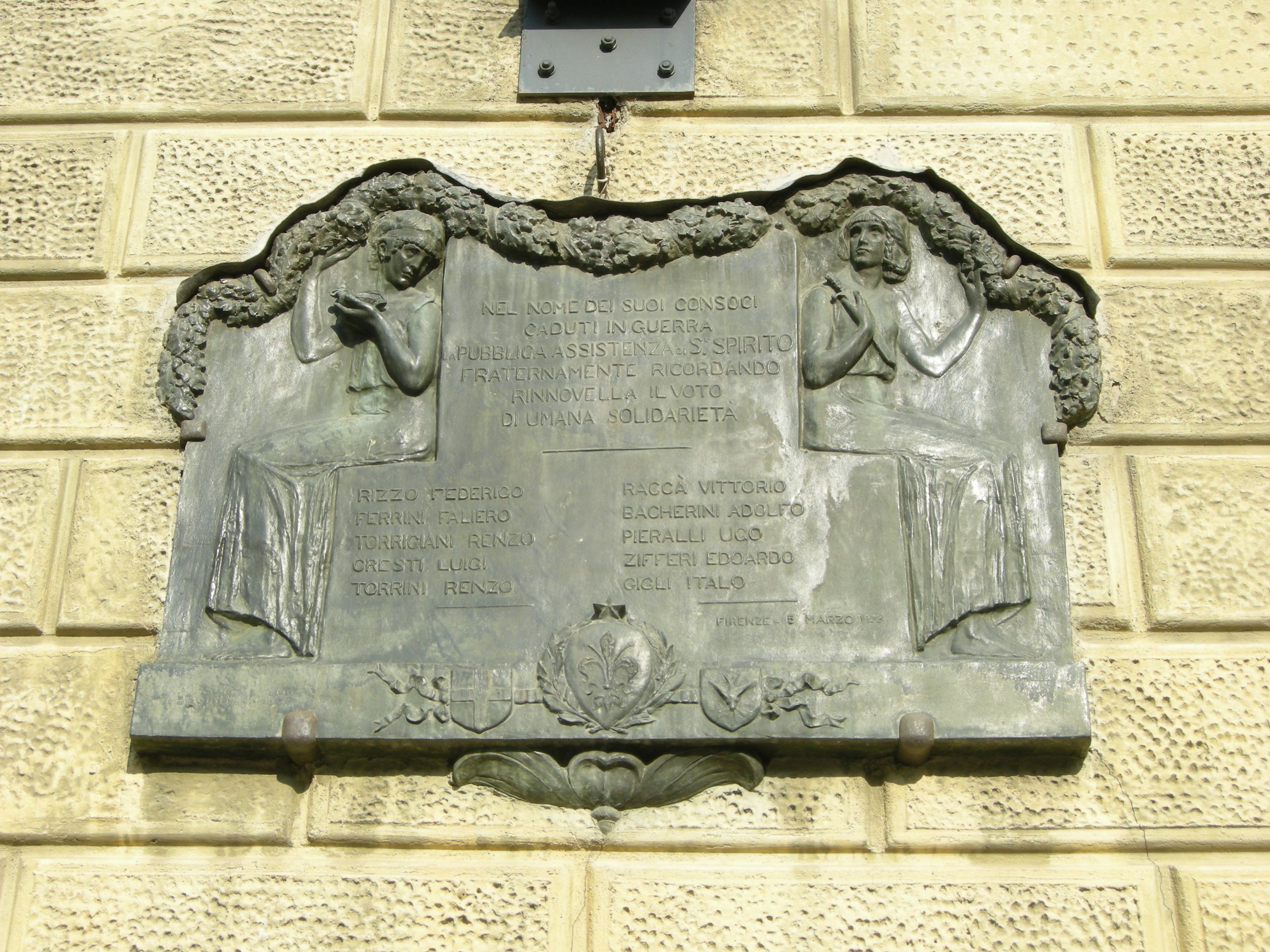
Lapide ai caduti del rione di Santo Spirito nella prima guerra mondiale
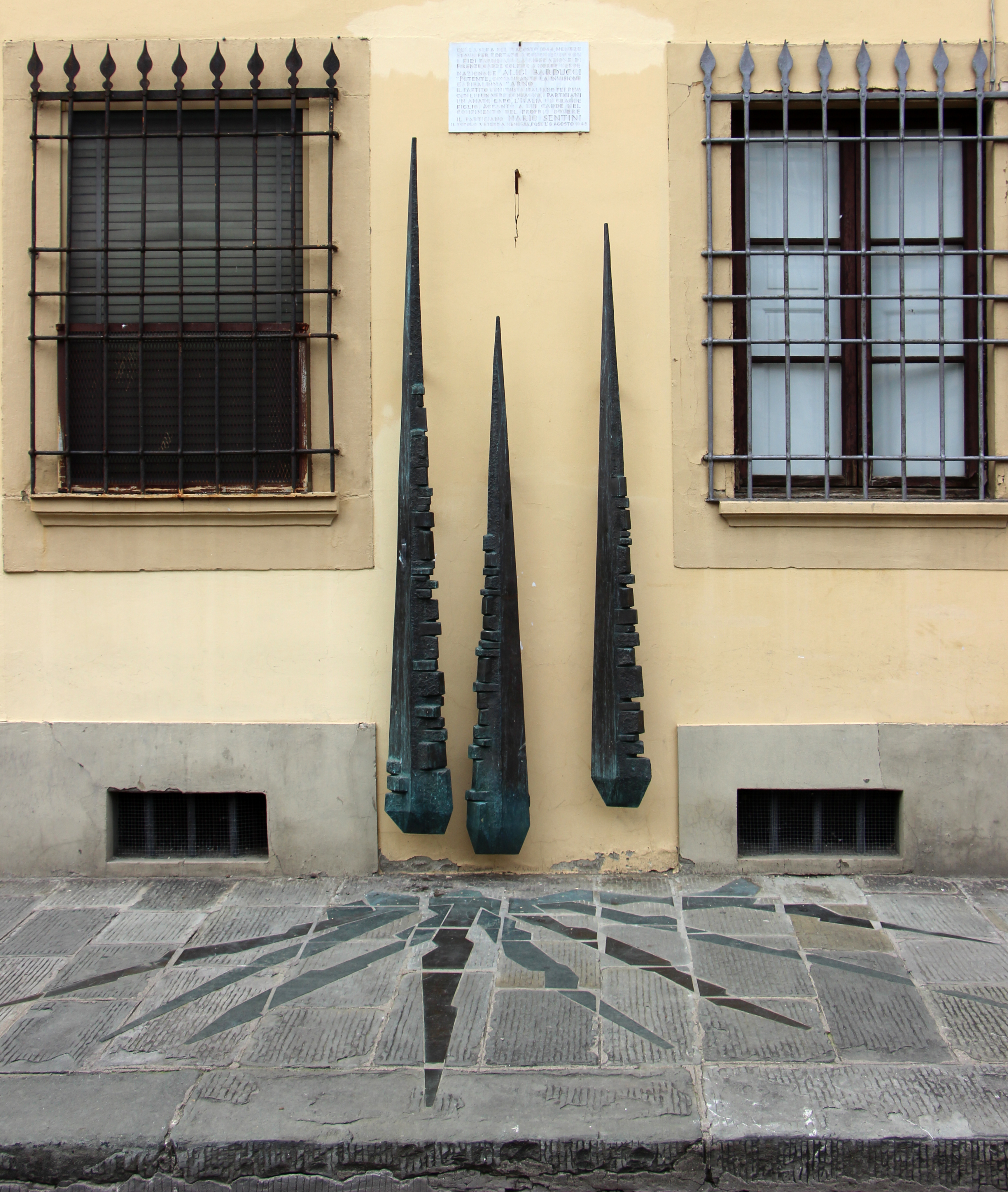
Monumento al partigiano Aligi Barducci, 1945
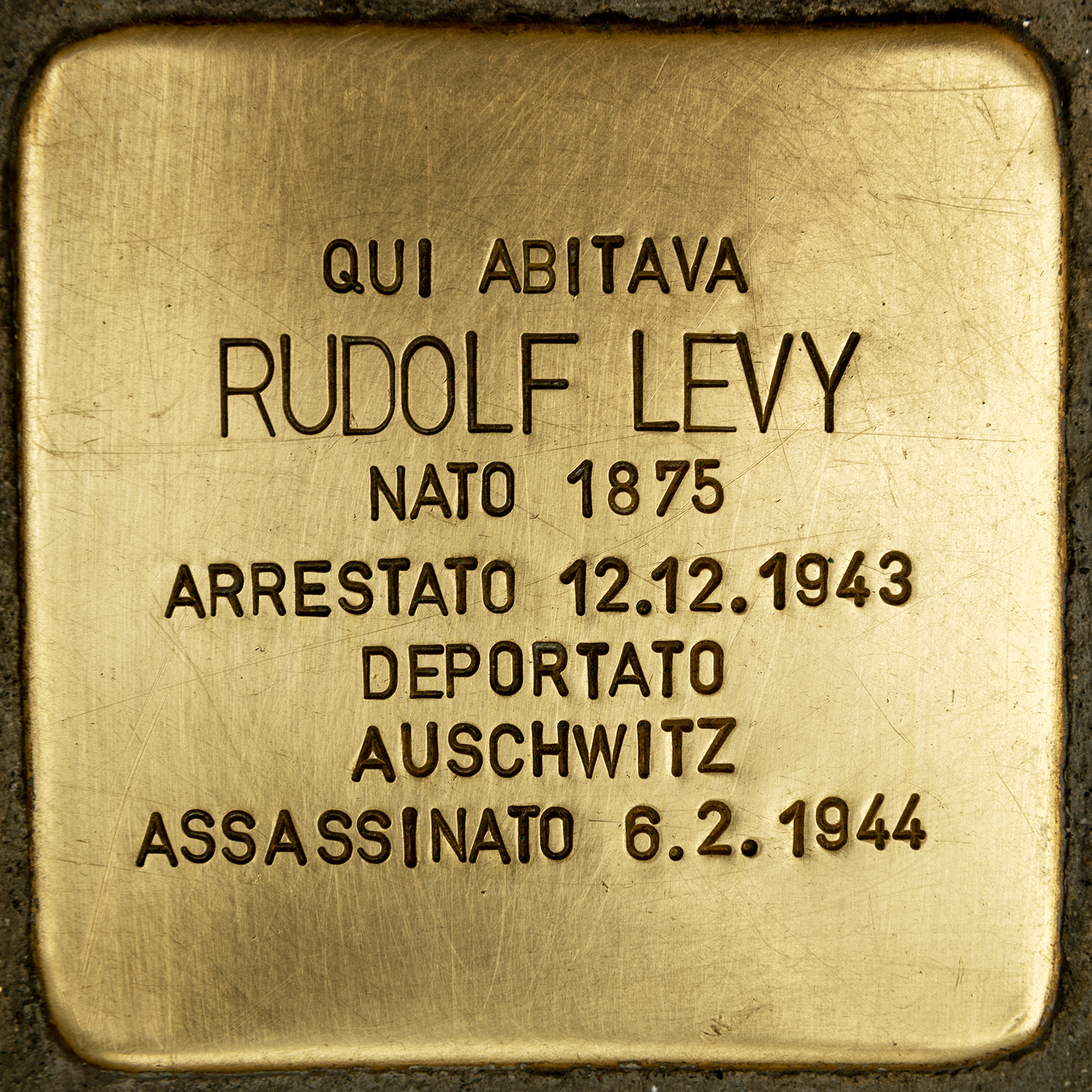
Pietra d'inciampo per Rudolf Levy

### Lapidi
Al n. 1, sulla Casa Fioravanti, una lapide in latino ne ricorda la ricostruzione nel 1697:
| D.___O.___M. R.P.M.F. AVRELIVS FIORAVANTI AVGVSTINIAVS FLORENTINVS A FVNDAMENTIS HANC DOMVM REEDIFICAVIT ANNO DOMINI MDCXCVII DIE XV OCTOBRIS |

Per esteso: "DEO OPTIMO MAXIMO RES PUBLICA MUNICIPII GLORENTINI. AURELIUS FIORAVANTI AUGUSTINUANUS FLORENTINVS A FVNDAMENTIS HANC DOMVM REAEDIFICAVIT ANNO DOMINI MDCXCVII DIE XV OCTOBRIS", che tradotto in italiano significa: «A Dio Ottimo Massimo la Repubblica del Municipio di Firenze. Aurelio Fioravanti, agostiniano fiorentino, ricostruì dalle fondamenta questa casa. Anno del Signore 1697, 15 ottobre».
Al 16 rosso, su una della case degli Agostiniani, si vede un rovinato stemma in pietraforte dei Manfredi (al leopardo illeonito, con la coda bifida) accompagnato da un'iscrizione ormai illeggibile e non nota da trascrizioni.

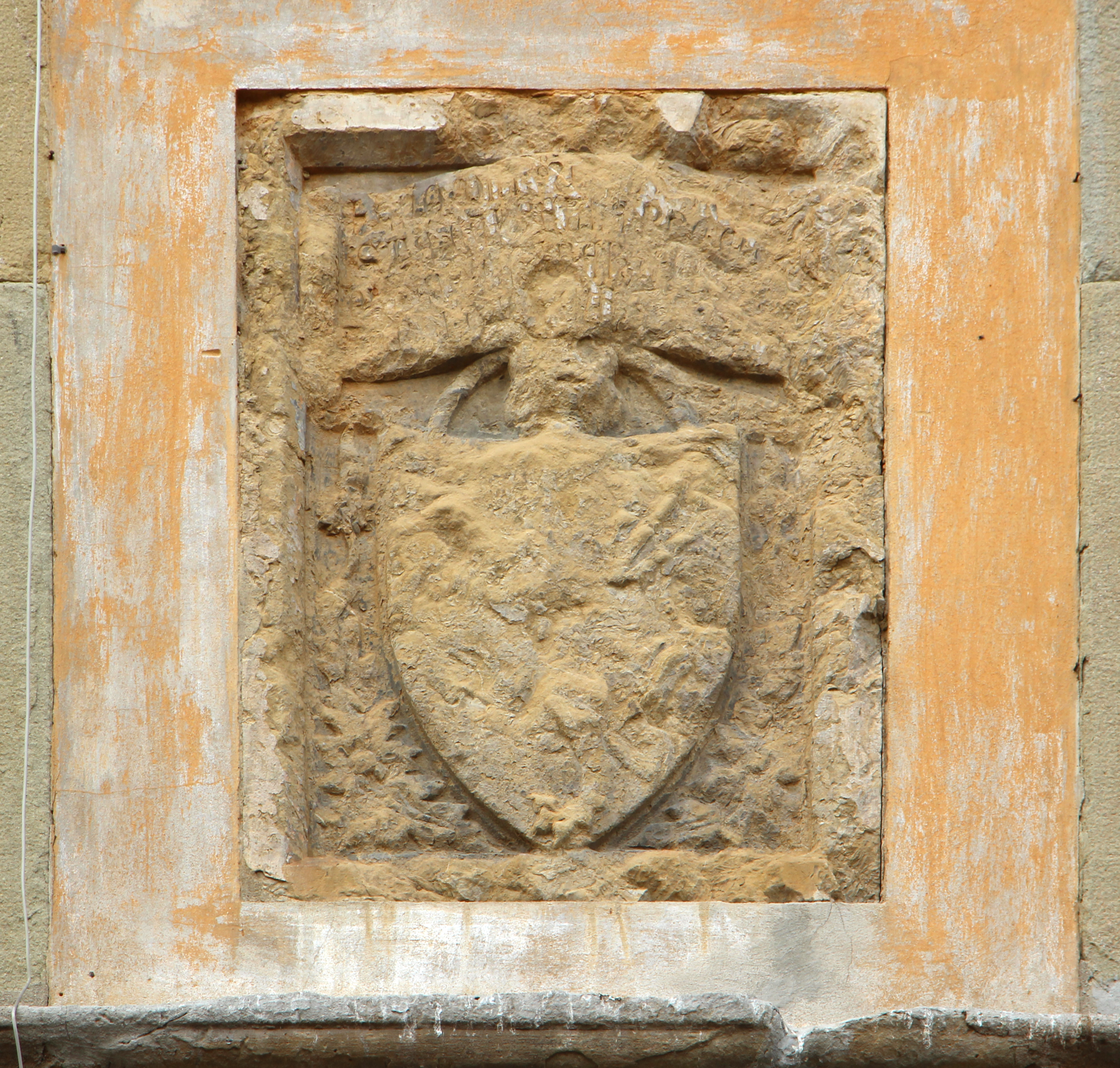
Stemma Manfredi

Più avanti, al 20, si trova una lapide con un bando dei Signori Otto del 1639 (o si potrebbe leggere 1632):
| I · SSRI · OTTO · PROIBISC ANO · IL · GIOCHO · DELLE PALLOTTOLE · IN · TVTTA QVESTA · PIAZZA · SOT TO · PENA · DI · SCVDI · DIECI ACHI · CONTRAFARA EL · BANDO · 1639 |

In italiano corrente si può trascrivere: «I Signori Otto proibiscono il gioco della pallottole in tutta la piazza, sotto pena di dieci scudi, anche a chi contraffarrà questo bando. 1639».
Al 23, presso il monumento in bronzo, si trova la lapide ai partigiani Aligi Barducci e Mario Sentini:
| QUÍ,LA SERA DEL 7 AGOSTO 1944, MENTRE STAVA _PER PORTARE A COMPIMENTO CON I _FIDI _PARTIGIANI _LA _LIBERAZIONE _DI FIRENZE, CADDE COLPITO A MORTE L'EROE NAZIONALE _____ALIGI ___BARDUCCI "POTENTE"_ COMANDANTE _LA _DIVISIONE GARIBALDINA "ARNO"________________ IL PARTITO COMUNISTA ITALIANO PERDEVA CON LUI UN VERO COMPAGNO, I PARTIGIANI UN _AMATO _CAPO, L'ITALIA _UN _GRANDE FIGLIO.__ ACCANTO _A_ LUI _CADDE _NEL COMPIMENTO __DEL __PROPRIO __DOVERE IL __PARTIGIANO ___MARIO __SENTINI IL POPOLO A ETERNA MEMORIA,POSE L'8 AGOSTO 1945 |

Tra il 24 e il 25 si trova la placca ai caduti della Pubblica Assistenza di Santo Spirito nella prima guerra mondiale.
| \| NEL NOME DEI SUOI CONSOCI CADUTI IN GUERRA "PUBBLICA ASSISTENZA" S. SPIRITO FRATERNAMENTE RICORDANDO RINNOVELLA IL VOTO DI UMANA SOLIDARIETÀ \| \| \| \| RIZZO FEDERIGO FERRINI FALIERO TORRIGIANI RENZO CRESTI LUIGI TORRINI RENZO \| \| RACCA VITTORIO BACCHERINI ADOLFO PIERALLI UGO ZIFFERI EDOARDO GIGLI ITALO \| \| Firenze - 5 marzo 1922 \| \| \| |  |                                                                           |
| NEL NOME DEI SUOI CONSOCI CADUTI IN GUERRA "PUBBLICA ASSISTENZA" S. SPIRITO FRATERNAMENTE RICORDANDO RINNOVELLA IL VOTO DI UMANA SOLIDARIETÀ |  |                                                                           |
| RIZZO FEDERIGO FERRINI FALIERO TORRIGIANI RENZO CRESTI LUIGI TORRINI RENZO |  | RACCA VITTORIO BACCHERINI ADOLFO PIERALLI UGO ZIFFERI EDOARDO GIGLI ITALO |
| Firenze - 5 marzo 1922 |  |                                                                           |

Sotto gli stemmi si trovano le firme "FOND. ARTIST. A. BIAGIOTTI - FIRENZE" e " D. PASSANI".
Oltre il 26 A, a un angolo della piazza, si trova un'altra lapide sull'arruolamento dei fiorentini nel Gruppi di combattimento della campagna per la liberazione dell'Italia:
| LIBERATA FIRENZE MOLTI FURONO I GIOVANI CHE ACCORSERO ALL'APPELLO DEL LIBERO GOVERNO PER SCONFIGGERE I NAZI-FASCISTI E LIBERARE L'ITALIA A FIANCO DELLE TRUPPE ALLEATE ARRUOLANDOSI NEI GRUPPI DI COMBATTIMENTO CREMONA-FOLGORE-FRIULI LEGNANO-MANTOVA-PICENO DEL RISORTO ESERCITO. DA QUESTO DISTRETTO MILITARE NEL FEBBRAIO 1945 PARTIRONO I VOLONTARI CHE CONTRIBUIRONO A RISCATTARE L'ONORE DELLA PATRIA SORTA A DIGNITÀ NUOVA PER VOLONTÀ DEL SUO POPOLO CON LA GUERRA DI LIBERAZIONE. 46° ANNIVERSARIO DELLA LIBERAZIONE 19 OTTOBRE 1991 |

Nell'androne dell'ex-comando militare si trova una lapide in pietra del 1658, con un'iscrizione in latino che ricorda le circostanze dell'istituzione di un ospizio per frati viaggiatori protetto da papa Alessandro VII. La lapide riporta in tutta la sua lunghezza quello che dovette essere un documento del papa stesso.
| ALEXANDER PP VII AD PERPETVAM REI MEMORIAM CVM SICVT DILECTVS FILIVS IGNATIVS MARCHI FLORENTINVS ORDINIS FRATR VM EREMITARVM S. AVGVSTINI PROFESSOR IN SACRA THEOLOGIA BACC · NOBIS NVPER EXPONIFECIT CONVENTVS S. SPIRITVS FLORENTIE DICTI ORDINIS HOSPITIO PRO EXCIPIENDIS FRATRIBVS VIATORIBIBVS EIVSDEM ORDINIS CAREAT IPSE VERO IGNATIVS NONNVLLA CVBICVLA IN EODEM CONVENTV QVOD VT ASSERIT INSTAVRAVIT, ORNAVIT ET SVPPELLECTILE OMNIBVSQ. ALIIS REBVS PRO VSVIT SERVITIO HOSPITII ET PRESERTIM CVBILIBVS INSTRVXIT, INHABIT ET NECESSITATIO HOSPITII HVIVSMODI EIVSDEM CONVENTVS PROVIDERE EIDEMQ. HOS PITIO SI IN EIVSDEM CVBICVLIS INSTITVATVR ANVVM REDDITVM SCVTORVM SEX DECIM EX SVIS LABORE ET INDVSTRIA RELIGIOSIS LI CITE ACVISITVM AVT QVI ALIO LEGITTIMO MODO PERVEIT ASSIGNARE DESIDERET NOS CONSERVATIONI RERVM ET BONORVM EIV IVS MODI QVANTVM CVM DOMINO POSSVMVS. BENIGNE PROSPICERE IPSVMQ. IGNATIVM SPECIALIBVS FAVORIBVS ET ORATIIS PROSE QVI VOLENTES ET AQVIBVSVIS EX COMVNCATIONIS SVSPEN ET INTERDICTI ALIISQ. ECCLESIASTICI SENTENTIIS CENSVRIS ET PENIS AIVRE VEL AB HOMINE QVAVIS OCCASIONE VEL CAVSA LATIS SI QVIBVS QVOMODO LIBET INNODATVS ESISTIT AD EFFECTVS PRESENTI VM DVM TAXAT CONSEQVEN. HARVM SERIE ABSOLVENTES ET ABSOLVTVM FORE CENSENTES SVPPLICATIONIBVS ILLIVS NOMINE NOBIS SVPER HOC HVMILITER PORRECTIS INCLINATI QVOD DE CETER PERPETVIS FVTVRIS TEMPORIBVS POST IPSVS IGNATII OBITVM CVBICVLA PREDICTA CVM OMNIBVS ET SINGVLIS IN EIS REBVS ET SVPPELLECTILE PRO TEMPORE EXISTENTIBVS IPSOQ. ANNVO REDDITV PECVNIARVM HVIVS MODI ADVISVM ET SERVITIVM DICTI HOSPITII ACCEDENTE EDID SVPERIORVM EIVSEDM ORDINIS CONSENSV REMANEANT APOSTOLICA AVCTORITATE TENORE PRESENTIVM CONCEDIMVS ET INDVLGEMVS AC VNIVERSIS ET SINGVLIS DICTI CONVENTVS SVPERIORIBVS FRAT IBVS ET PERSONIS QVACVMQ. AVCTORITATE FVNGENTIBVS QVI PRO TEMPORIE FVERINT NE VLLO VNQVAM TEMPORE SVPPELLECTILEM RES ET BONA PREDICTA QVECVMQVE E DICTIS CVBICVLIS AMMOVERE EXTRAHERE ER ASPORTARE VEL VT AMOVEANTVR ESPORTENTVR AVT EXTRA HANTVR PERMITTERE AVT IN ALIOS VSVS QVAM IPSORVM CVBICVLORVM ET HOSPITII APPLICARE VEL DESTINARE SVB QVOVIS PRETES TV QVESITO COLORE CAVSA VEL INGENIO AVDENANT VEL PRESVMANT SVB EXCOMVNICATIONS LATE SENTENTIE PRIVATIONISQ. VOCIS ACT IVE AT PASSIVE PENIS PER CONTRAFACIENTES EO IPSO ABSQ.ALIA DECLARATIONE INCVRRENTES INTERDICIMVS ET PROHIBEMVS FIDEMO IGNATIO ATTENTA EIVS ETATE SEXAGINTA CIRCITER, VT ASSERIT ANNORVM DILECTVM ETIAM FILIVM CAROLVM PARIGI FLORENTINVM ORDINIS ET CONVENTVS HVIVSMODI RELIGIOSVM EXPRESSE PROFESSVM IN SOCIVM PRO RECIPIENDIS FRATRIBVS EXTERIS HVIVSMODI QVI SECVTO IP SIVS IGNATII OBITV COSTOS DICTI HOSPITII QVOAD VIXERIT REMANERE DEBEAT ASSIGNAMVS ET DEPVTAMVS EA LEGE VT TAM IPSE CAR DIVS QVAM ALII PRO TEMPORE EXISTENTES HOSPITII CVSTODES A CAPITVLO FRATRVM DICTI CONVENTVS E NVMERO FILIORVM ILLIS EIGENDI DV M INVENTARII SVPPELLECTIBVS ET RERVM HVIVS MODI VERVM ETIAM ADMINISTRATIONIS PREDICTI ANNVI REDDITVS RATIONEM QVOTA QVANDOCVMQ. AB OFFICIO CVSTODIS HVIVSMODI REMOVERI SI FIDELITER MVNVS SVVM NON ABIERIT ET VITAM RELIGIOSAM NON DV ERIT NON ABSTANTIBVS CONSTITVTIONIBVS ET ORDINATIONIBVS APOSTOLICIS AC DICTI ORDINIS ETIAM IVRIENTO CONFIRMATIONE APOSTOLICA VEL QVAVISALIA FIRMITATE ROBORATIS STATVTIS ET CONSVETVDINIBVS CETERISQ. CONTRARIIS QVIBVSCVMQ. VOLVMVS AVTEM QVOD PRESENTIS PROHIBITIONIS COPIA IN VALVIS DICTI HOSPITII AVT ALIQVO ALIO CONSPICVO DICTI CONVENTVS LOCO VN AB OMNIBVS CERNI POSSIT CONTINVO AFFIXA REMANEAT DATVM ROME APVD S. MARIAM MAIOREM SVB ANNO PISCATORIS DIE XXVIIII NOVEMBRIS MDCLVIII PONTIFICATVS NOSTRI ANNO QVARTO O QVALTERIVS |
| |

Traduzione: «Alessandro VII, a perpetua memoria. Poiché il nostro amato figlio Ignazio Marchi fiorentino, professore dell'Ordine degli Eremitani di Sant'Agostino e baccelliere in Sacra Teologia, ci ha recentemente esposto che il convento di Santo Spirito di Firenze, appartenente al suddetto Ordine, dispone di un ospizio destinato all'accoglienza dei frati viaggiatori dello stesso Ordine, e che egli stesso, Ignazio, ha restaurato, ornato e dotato alcune stanze del suddetto convento, provvedendo anche di mobilio e di tutto il necessario per il servizio e l'uso dell'ospizio, in particolare letti; e poiché egli desidera assegnare a detto ospizio un reddito annuo di sedici scudi, derivante dal suo lavoro e industria o acquisito in altro modo lecito, per il mantenimento e il servizio delle suddette stanze e ospizio, noi, volendo garantire la conservazione di tali beni e proprietà nella misura concessaci dal Signore, con benevolenza approviamo e proteggiamo Ignazio con speciali favori e grazie. Assolviamo Ignazio da tutte le scomuniche, sospensioni, interdetti e altre censure ecclesiastiche e pene, inflitte da qualsiasi autorità o per qualsiasi causa, esclusivamente per l’effetto delle presenti disposizioni. Inclini alle sue suppliche umili presentateci a suo nome, decretiamo che, dopo la morte di Ignazio, le suddette stanze, con tutti i beni e i mobili in esse esistenti, così come il reddito annuo sopra menzionato, rimangano destinate esclusivamente al servizio dell'ospizio, con il consenso dei superiori dell'Ordine, per perpetuo e nei futuri tempi. Concediamo e permettiamo con autorità apostolica che tutti i superiori, frati e persone del convento, nonché coloro che ricopriranno funzioni in futuro, non possano mai rimuovere, estrarre o trasferire i beni e i mobili suddetti dalle stanze, né destinarli ad altri usi diversi da quelli dell'ospizio, pena l'incorrere nella scomunica latae sententiae e nella privazione dei diritti attivi e passivi. Considerando l'età di Ignazio, di circa sessant'anni, assegniamo e nominiamo il nostro amato figlio Carlo Parigi fiorentino, religioso dello stesso Ordine e convento, come suo collaboratore per l'accoglienza dei frati esterni. Dopo la morte di Ignazio, Carlo dovrà rimanere custode dell'ospizio per tutta la sua vita, con l’obbligo che i custodi futuri siano scelti tra i membri del convento e approvati dal capitolo dei frati. I custodi saranno inoltre obbligati a presentare un inventario dei beni e del reddito annuale e potranno essere rimossi dal loro incarico se non svolgeranno fedelmente i loro compiti o non condurranno una vita religiosa conforme. Infine, ordiniamo che una copia delle presenti disposizioni sia affissa alle porte dell'ospizio o in un altro luogo visibile del convento, affinché tutti possano vederla. 

Dato a Roma, presso Santa Maria Maggiore, il 29 novembre 1658, quarto anno del nostro pontificato. Alessandro VII».
Una lapide si trova sulla parete esterna del Cenacolo di Santo Spirito, che ricorda lo studio dello scultore Raffaello Romanelli, autore fra l'altro del Monumento a Cosimo Ridolfi al centro della piazza:
| RAFFAELLO ROMANELLI SCVLTORE FIORENTINO EBBE QVI IL SVO STVDIO DALL'ANNO 1894 AL 1928 |

Proprio sul Monumento a Cosimo Ridolfi si legge sul piedistallo:
| A COSIMO RIDOLFI DELLE OTTIME DISCIPLINE AGRARIE MAESTRO INSIGNE E PROMOTORE INDEFESSO GLI AGRICOLTORI ITALIANI ANNO MDCCCXCVI |

### Tabernacoli

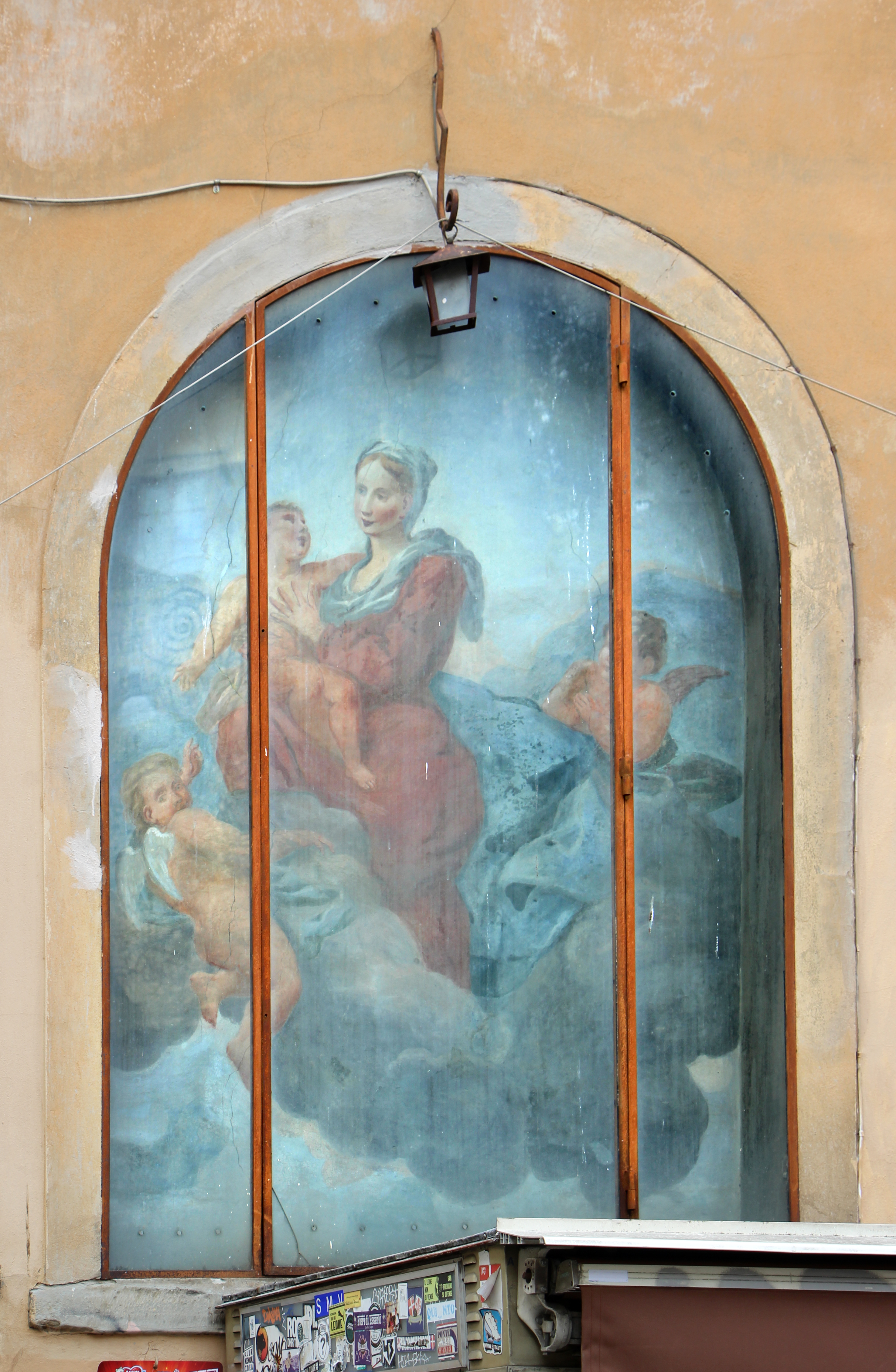
Tabernacolo della Regina Angelorum, riferito a Pier Dandini

Un tabernacolo è posto all'angolo con via delle Caldaie, sul palazzo della famiglia Dati, e raffigura una Madonna col Bambino, copia della Madonna del Sacco del Perugino a Palazzo Pitti. Agli inizi del Novecento qui era posto un bassorilievo in stucco del XV secolo di soggetto analogo, che andò disperso e fu sostituito con l'immagine attuale nel 1909.
Presso la cantonata con via Sant'Agostino, in una nicchia centinata, si trova un affresco della Madonna col Bambino in gloria (Regina Angelorum) (circa 230x130 cm) di Pier Dandini, che si dice realizzato alla fine del Seicento dalla famiglia Pratesi in memoria di una cappella negli orti di Santo Spirito, realizzata per la famiglia Mandredi nel 1356 e passata nel corso del XV secolo alla gilda dei Cappellai, che si riunivano entro l'Arte dei Linaiuoli. Remo Mecocci segnala un documento di archivio che invece lo ricondurrebbe a un allievo del Dandini, tale Nanesi (Niccolò Nannetti?). Precedentemente era in questo stesso luogo l'affresco di Giottino con la Madonna in trono, angeli e i santi Giovanni Battista e Romualdo, poi trasferito sull'angolo tra via del Leone e via della Chiesa (ma oggi l'ìoriginale è alla Galleria dell'Accademia), probabilmente realizzato in ringraziamento per la fine della grande peste del 1348. 
Il repertorio Guarnieri segnala come nella piazza anche il tabernacolo settecentesco all'angolo tra via dei Coverelli e via del Presto di San Martino. Si tratta di una svista, non infrequente, di considerare come parte della piazza anche tutto lo slargo davanti alla gradinata sul lato est della basilica, zona che invece fa ufficialmente parte di via del Presto di San Martino e via dei Michelozzi.

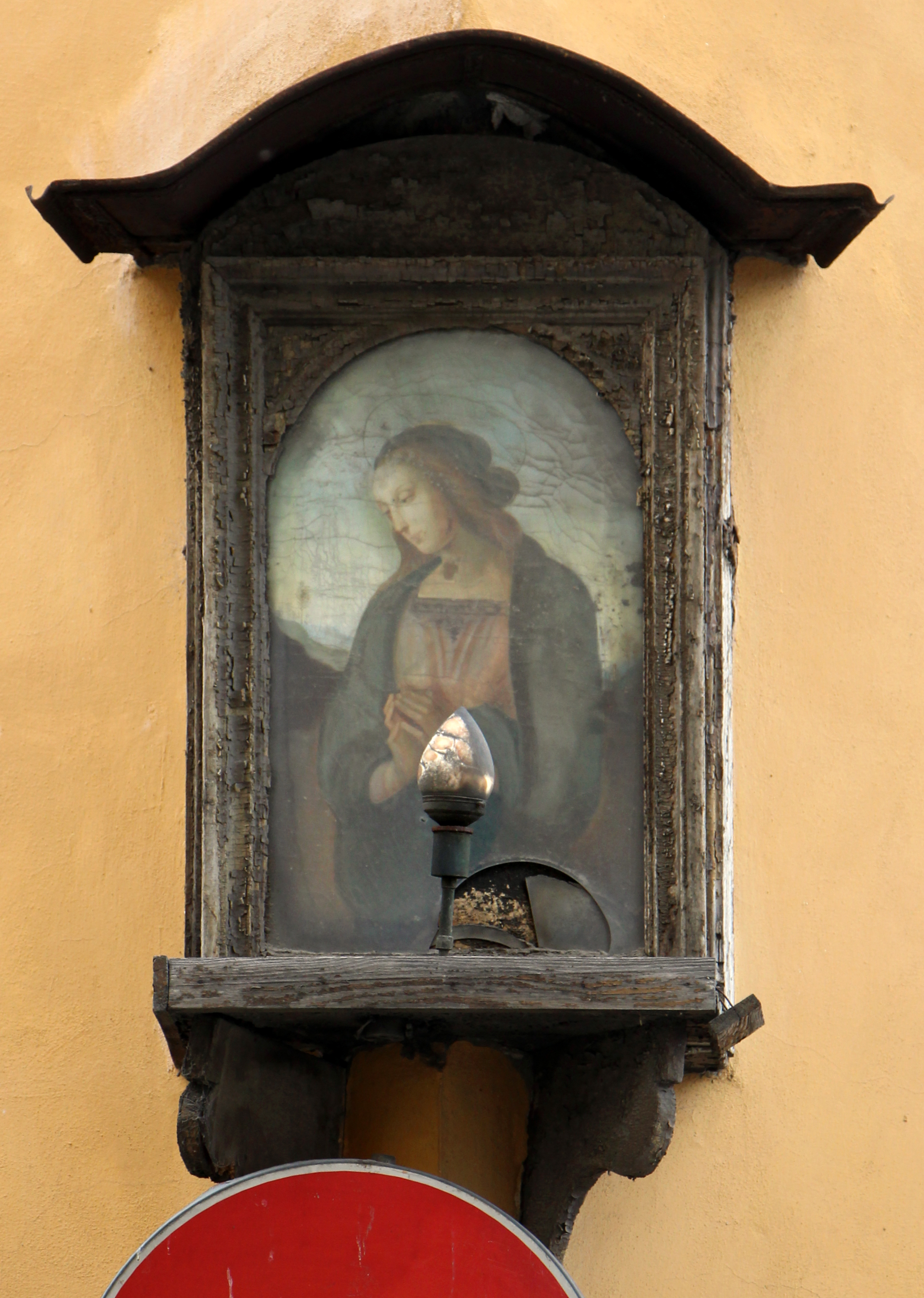
Tabernacolo di Casa Dati
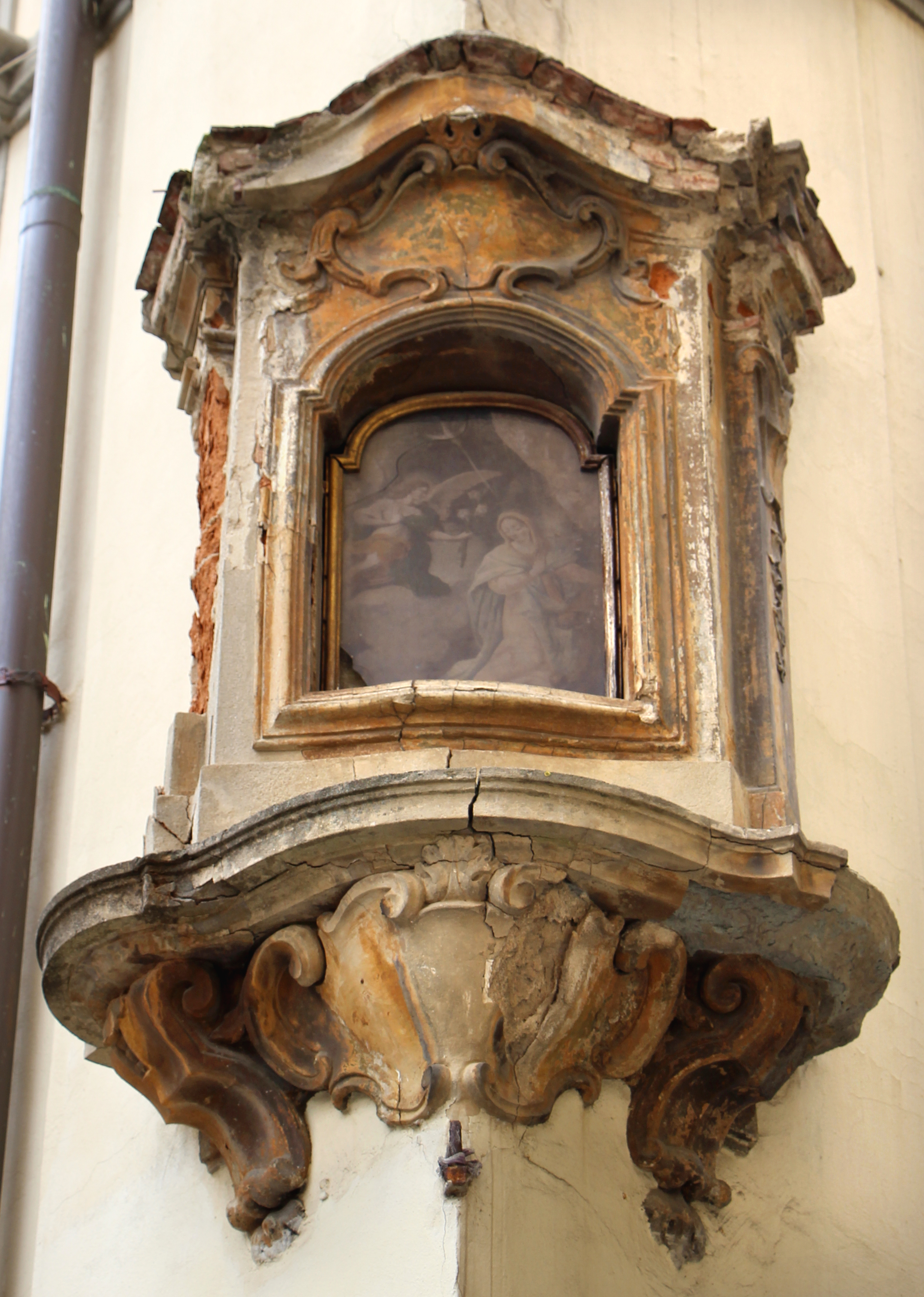
Tabernacolo di via del Presto di San Martino

## Vita sociale e culturale

### Feste ed eventi
Piazza Santo Spirito, come le altre grandi piazze fiorentine antistanti le chiese degli ordini mendicanti (piazza Santa Croce, piazza Santa Maria Novella, ecc.), è stata fin dal Medioevo uno dei luoghi della città deputati allo svolgimento di feste, giochi e manifestazioni.
In particolare per il suo ruolo di centro della vita religiosa, economica e sociale del quartiere d'Oltrarno, la piazza, oltre ad ospitare manifestazioni a carattere cittadino, ha sempre ospitato anche feste legate al Quartiere. La domenica di Pentecoste, per tutta l'ampiezza dello sterrato si accendevano fuochi, a imitazione delle fiammelle dello Spirito Santo discese sugli apostoli. 
Importante era la festa di San Rocco, patrono dell'Oltrarno, che cadeva il 16 agosto e veniva festeggiata imbandendo la cena in piazza, per gli abitanti della zona e per i loro ospiti, ma gli Agostiniani patrocinavano anche la celebrazione della festa di santa Rita da Cascia (22 maggio). Nella piazza si teneva verso l'11 novembre l'importante fiera di San Martino, dedicata ai tessuti di lana, che si estendeva anche nella vicina via Maggio, e che anche oggi viene revocata.
Ai giorni nostri, nel chiostro di Santo Spirito si svolge in autunno l'evento di beneficenza "Floralia", organizzata dal 2007 dall'Associazione degli Amici di Santo Spirito. 
Piazza Santo Spirito è inoltre un noto punto di ritrovo per la festa della Liberazione del 25 aprile: durante quella giornata ospita eventi, dibattiti, musica e bancarelle.

### Mercatini
Una tradizione che si è conservata fino ai nostri giorni è invece quella della piazza come luogo di scambio e d'incontro: essa ospita infatti quotidianamente il mercatino rionale e con cadenza mensile mercati di artigianato e di antiquariato nei fine settimana. Dagli anni 1990, ogni terza domenica del mese, si svolgono le Fierucoline, mercato di prodotti agricoli biologici a chilometro zero e di artigianato naturale tradizionale.